# Jarud
Jarud , también conocida por su nombre chino Zhalute léase Zha-luté (en chino:扎鲁特旗, pinyin:Zhālǔtèqí, mongol:Жарууд хошуу, transliteración:Jarud qosiɣu) es una bandera
bajo la administración directa de la ciudad-prefectura de Tongliao en la provincia de Mongolia Interior, República Popular China. La región yace en la Llanura del Norte de China con una altitud promedio de 270 m s. n. m. , comunicada con Horqin (Sede de gobierno local) por la carretera nacional china 304 (304国道) a 160 km de distancia.  Su área total es de 8120 km², de los cuales cerca de 70 km² pertenecen a la zona urbana y su población proyectada para 2010 fue de 430 000 habitantes.

## Administración
La Bandera de Jarud se divide en 25 pueblos que se administran en 6 poblados y 19 villas.